# Eugène Benoist
Louis-Eugène Benoist (* 28. November 1831 in Nangis, Île-de-France; † 23. Mai 1887 in Paris) war ein französischer Latinist. Er gilt als einer der bedeutendsten französischen Latinisten des 19. Jahrhunderts. Dank seiner großen Kenntnisse der lateinischen Literatur und seines tiefen Verständnisses für die lateinische Sprache gelten seine Übersetzungen antiker Texte ins Französische als herausragend.
Eugène Benoist studierte Klassische Philologie an der Universität von Paris. 1862 wurde er bei Henri Patin mit der Arbeit De personis muliebribus apud Plautum promoviert. Zunächst arbeitete er an verschiedenen Gymnasien in Marseille, Nancy und Aix-en-Provence, ab 1867 war er Mitglied der Akademie von Marseille. 1874 wurde er auf eine Professur für lateinische Literatur an die Pariser Universität berufen. 1884 wurde er zum Mitglied der Académie des inscriptions et belles-lettres gewählt.
Benoist widmete sich in seiner Dissertation Plautus und gab ihn auch später in zwei weiteren Editionen heraus: 1863 veröffentlichte er Cistellaria, 1864 Rudens. Er beschäftigte sich darüber hinaus mit Terenz, einem weiteren bedeutenden Vertreter der lateinischen Komödie, und gab seine Stücke Andria und Adelphoi heraus. Vergil gab er von 1867 bis 1872 in einer dreibändigen kommentierte Ausgabe heraus, die allein bis 1880 viermal aufgelegt wurde. Die Vergilausgabe gilt als Benoists bedeutendste Arbeit. Auch Catull gab er 1878 in einer zweibändigen allerdings unvollendeten kommentierten Versübersetzung heraus. Kommentare veröffentlichte er zum fünften Buch von Lukrez und den Büchern 21 bis 25 von Titus Livius. Mit Henri Goelzer veröffentlichte er das Nouveau Lexique Français-Latin. Der Großteil seiner Schriften erlebte diverse Auflagen, das Wörterbuch bis weit ins 20. Jahrhundert hinein. Daneben beschäftigte sich Benoist auch mit der lateinischen Literatur der Renaissance und der Geschichte der Altertumswissenschaften.